# Stazione meteorologica di Scandiano-Ca' de' Caroli
La stazione meteorologica di Scandiano-Ca' de' Caroli è la stazione meteorologica di riferimento relativa all'omonima località del territorio comunale di Scandiano.

## Coordinate geografiche
La stazione meteo si trova nell'Italia nord-orientale, in Emilia-Romagna, in Provincia di Reggio Emilia, nel comune di Scandiano, in località Ca' de' Caroli, a 168 metri s.l.m. e alle coordinate geografiche 44°35′N 10°40′E.

## Dati climatologici
In base alla media trentennale di riferimento 1961-1990, la temperatura media del mese più freddo, gennaio, si attesta a +1,8 °C; quella del mese più caldo, luglio, è di +23,6 °C .
| Scandiano-Ca' de' Caroli | Mesi | Mesi | Mesi | Mesi | Mesi | Mesi | Mesi | Mesi | Mesi | Mesi | Mesi | Mesi | Stagioni | Stagioni | Stagioni | Stagioni | Anno |
| Scandiano-Ca' de' Caroli | Gen  | Feb  | Mar  | Apr  | Mag  | Giu  | Lug  | Ago  | Set  | Ott  | Nov  | Dic  | Inv      | Pri      | Est      | Aut      | Anno |
| ------------------------ | ---- | ---- | ---- | ---- | ---- | ---- | ---- | ---- | ---- | ---- | ---- | ---- | -------- | -------- | -------- | -------- | ---- |
| T. max. media (°C)       | 5,4  | 8,0  | 13,4 | 18,7 | 22,7 | 27,9 | 30,6 | 29,8 | 25,5 | 18,2 | 11,6 | 6,4  | 6,6      | 18,3     | 29,4     | 18,4     | 18,2 |
| T. min. media (°C)       | −1,8 | −1,3 | 2,8  | 6,5  | 10,5 | 14,4 | 16,6 | 16,3 | 13,8 | 9,0  | 4,2  | −0,1 | −1,1     | 6,6      | 15,8     | 9,0      | 7,6  |